# Ommatius cassidea
Ommatius cassidea är en tvåvingeart som beskrevs av Scarbrough och Marascia 1999. Ommatius cassidea ingår i släktet Ommatius och familjen rovflugor.
Artens utbredningsområde är Filippinerna. Inga underarter finns listade i Catalogue of Life.